# Piotr de Goniądz
Piotr de Goniądz, en polonais Piotr z Goniądza, en latin Petrus Gonesius, est un écrivain politique et religieux polonais, un des chefs spirituels des Frères polonais, né à Goniądz vers 1525, et mort Węgrów le 15 octobre 1573.

## Biographie
On sait peu sur les premières années de sa vie. Il est né dans une famille paysanne entre 1525 et 1530 dans la ville de Goniądz. D'après Szymon Budny, son vrai nom était Giezek, bien qu'il ait utilisé toute une série de noms et de pseudonymes, notamment Gonesius, Gonedzius, Conyza et Koniński. Il a été envoyé par ses parents dans un monastère et est devenu prêtre.
En 1550, Francesco Stancaro est professeur d'hébreu à l'université de Cracovie. En même temps que ses cours d'hébreu, il commencer à prêcher la Réforme, y compris les thèses de Michel Servet. Au cours d'une conférence sur les Psaumes de David, ayant critiqué le rappel des saints dans la prière, il a provoqué la colère des étudiants catholiques. Piotr de Goniądz, âgé de 21 à 25 ans, s'est levé et a manifesté contre Francesco Stancaro. Il a attiré l'attention de Paweł Holszański, évêque de Vilnius. Considéré comme défenseur de la foi catholique, Piotr a été envoyé en Italie suivre les cours de l'Université de Padoue. Il y est devenu en quatre ans un expert en grec, en latin et en hébreu. Là, il a reçu un doctorat en philosophie et est devenu un des professeurs. Mateo Gribaldi, un ami de Michel Servet, est un professeur de Piotr de Goniądz et enseigne secrètement ses idées. C'est lui qui a dû persuader Piotr de Goniądz de la justesse des idées de Servet. Piotr de Goniądz s'est converti au protestantisme et est retourné en Pologne au début de l'année 1555. En avril 1555, Mateo Gribaldi doit fuir l'Italie. Sur la route de retour en Pologne, Piotr de Goniądz passe par Genève où Michel Servet a été brûlé vif en 1553, en Sapaudie et à Vienne où Servet a vécu plusieurs années, près de l'archevêque Pierre Palmier. Il y a rencontré des défenseurs des enseignements de Michel Servet et a lu « La Restitution du Christianisme. Christianismi Restitutio » et accepte ses idées sur le baptême des adultes.
Il se rend ensuite en Moravie chez les anabaptistes. Il a été un des pionniers de l'anabaptisme en Pologne et a contacté les anabaptistes exilés en Allemagne pour qu'ils s'installent en Moravie. Il était aussi fortement influencé par les opinions des Frères bohémiens Hussites , qui soutiennent la modestie, la vie dans la pauvreté et le mépris pour la vie mondaine.Il adopte leur pacifisme chrétien et estime que la fraternité et l'égalité doivent régner parmi le peuple chrétien.
Ne pouvant se rendre auprès de son protecteur, le prince Paweł Holszański, l'évêque de Vilnius, il est reçu par Mikołaj Radziwiłł dit le Noir, partisan de la Réforme. Ce dernier l'envoie au synode de Secemin qui se déroule le 22 janvier 1556, où se rencontrent des partisans de la Réforme calviniste et luthérienne. Là, il commence à prêcher contre la Trinité. Les membres du synode ont considéré que ses idées étaient fausses et l'ont envoyé à Wittenberg pour discuter de ses thèses avec Philippe Mélanchthon. On ne sait pas s'il l'a rencontré, mais il a été qualifié d'hérétique.
Il est excommunié au synode de Pińczów en avril de cette année. Il a également été banni de la Petite-Pologne. Cependant, plusieurs des participants au synode de Secemin ont considéré les enseignements de Piotr de Goniądz et sont arrivés à des conclusions similaires, la plupart parmi l'aristocratie de Podlaskie et sur les terres du Grand-Duché. Probablement après 1558, il a trouvé un puissant protecteur et mécène en personne de Jan Kiszka (1547–1592), un des plus puissants magnats du Grand-duché de Lituanie. Invité à Węgrów, Piotr est devenu le chef de la communauté protestante locale et l'un des chefs les plus remarquables de la communauté antitrinitariste de Pologne.
Les croyances politiques, éthiques et religieuses radicales de Piotr de Goniądz lui ont valu beaucoup de popularité parmi le clergé protestant et la petite noblesse, mais il a aussi créé beaucoup de conflits, particulièrement avec les magnats.
Piotr de Goniądz considère que seule la Bible est la Parole de Dieu et le fondement de la foi. Il est opposé au dogme de la Trinité, à l'affirmation que Dieu le Père et Jésus sont le même Être, il affirme que le Jésus préhumain, comme Logos, est le représentant principal de Dieu. Il a promu le baptême des adultes en opposition avec le baptême des enfants. Il a défendu l'égalitarisme, le pacifisme et le mépris pour la vie mondaine. Il s'est opposé à la peine de mort, en particulier en cas de punition qui pensant autrement. Les membres de sa communauté ont souvent été considérés comme une secte au sein de l'église calviniste. Il leur était interdit d'occuper des fonctions publiques, de servir dans l'armée ou même de porter des armes. Piotr s'oppose aussi fermement au servage , ce qui conduit à des conflits constants même avec son protecteur.

### Schisme entreEcclesia MajoretEcclesia Minor
En 1565, le schisme au sein de l'église calviniste polonaise devint un fait et Piotr de Goniądz est devenu un leader, avec Marcin Czechowic et d'autres, de la l'Ecclesia Minor, tandis que la majorité des protestants polonais formaient l'Ecclesia Major, restée fidèle aux croyances beaucoup moins radicales de Jean Calvin.
Il est mort à Węgrów le 15 octobre 1573, pendant une épidémie de peste.

## Publications

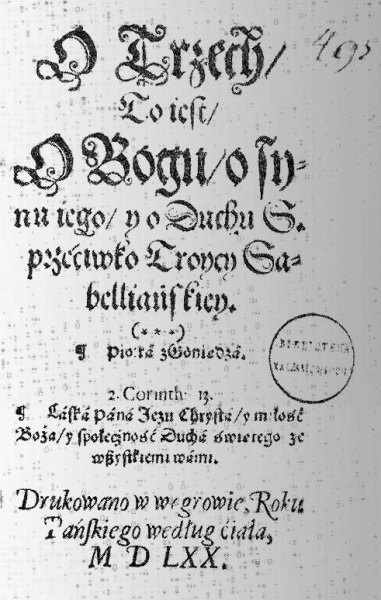
Couverture de O trzech (Sur la Trinité), 1570, traité antitrinitatrien

Le plus remarquable de ses œuvres, le De filio Dei homine Christo Iesu (traduit par Sur le Fils de Dieu, bien que la traduction littérale serait sur le Fils de Dieu, un Jésus-Christ humain), n'a pas survécu jusqu'à notre époque.
D'autres de ses travaux remarquables ont été publiés en 1570 dans l'imprimerie de Kiszka à Węgrów. Parmi eux se trouvait Doktrina pura et clara de praecepuis Christianae religionis articulus, qui a survécu en un seul exemplaire actuellement conservé à la Bibliothèque Nationale de France, à Paris.
- De communicatione, nec dialectica, nec physica, ideoque prorsus nulla, rédigé probablement lors d'un séjour en Italie, soumis à Philippe Mélanchthon à Wittenberg en 1556, (on ne connaît aujourd'hui que le titre)
- Libellum contra paedobaptismum, le traité a été présenté le 15 décembre 1558 au synode de Brest, (édition inconnue)
- Scriptum ad Laurentium Criscovium contra paedobaptismum, selon S. Lubieniecki en 1562, (édition inconnue)
- De primatu, publié en 1563, (édition manquante), titre incomplet donné par Szymon Budny
- O Synu Bożym iże był przed stworzeniem świata, a iż jest przezeń wszytko uczyniono przeciw fałesznym wykrętom ebiońskim (Sur le Fils de Dieu avant la Création), Węgrów 1570.
- O trzech, to jest o Bogu, o Synu jego i o Duchu ś. przeciwko Trójcy sabelliańskiej (Sur la Trinité), Węgrów 1570.
- O ponurzaniu chrystiańskim, przeciwko chrztu nowochrzczeńców niedawnym ( Sur le baptême chrétien ), Węgrów 1570.

## Sources
- (en) Cet article est partiellement ou en totalité issu de l’article de Wikipédia en anglais intitulé « Piotr of Goniądz » (voir la liste des auteurs).